# Gustaf Johansson (biskop)
Gustaf Johansson, född 10 januari 1844 i Ylivieska, död 24 juli 1930 i Åbo, var en finländsk teolog och kyrkoman. Han var farbror till Erkki och Elieser Kaila.
Johansson påverkades tidigt av den pietistiska väckelsen och under studieåren i Tübingen av Johann Tobias Beck. Han prästvigdes 1871 och han blev teologie kandidat 1874.
Johansson blev professor i dogmatik och etik i Helsingfors 1877 och utövade genom sin kraftfulla religiösa personlighet stor inflytande på studenterna. År 1885 blev Johansson biskop i Kuopio stift, 1896 den förste biskopen i Nyslotts stift och 1899 ärkebiskop i Åbo. Han skötte arkebiskopens tjänst till år 1930. 
Åren 1884–1894 var han vice talman och 1896–1906 talman i prästeståndet. Med sin självständiga natur gick Johansson mången gång sina egna vägar. Han ansågs inte alltid uppträda  med nödvändig kraft i kampen mot förryskningen. För friare strömningar inom teologin stod Johansson främmande och han ogillade skarpt alla ekumeniska strävanden.

## Utmärkelser
- Sankt Annas orden, tredje klass,  20 april 1884[1]
- Sankt Annas orden, andra klass,  17 april 1887[1]
- Sankt Vladimirs orden, tredje klass,  25 april 1891[1]
- Sankt Stanislausorden, första klassen,  29 april 1894[1]
- Sankt Annas orden, första klass,  8 juli 1896[1]
- Medalj "Till minne av kejsaren Nicholas IIs kröning",  31 december 1896[1]
- Sankt Vladimirs orden, andra klassen,  15 april 1906[1]
- Vita örnens orden,  1916[1]
- Storkorset av Finlands Vita Ros’ orden,  16 maj 1919[2]

[Redigera Wikidata]